# ダーク油事件
ダーク油事件（ダークゆじけん）とはPCB（ポリ塩化ビフェニル）で汚染されたダーク油を含む飼料によるニワトリの大量死事件である。

## 概要
1968年（昭和43年）2月から3月頃にかけて、西日本で約49万羽ものニワトリのヒナが大量死した事件が発生した。
同年3月14日、鹿児島県畜産課が、「2月からブロイラー団地で鶏の斃死が続発している」と福岡肥飼料検査所に報告。農林水産省家畜衛生試験場や福岡肥飼料検査所等の調査により、カネミ倉庫製造のダーク油を含む配合飼料が原因と判明した。またその後、ダーク油から多量のPCB（ポリ塩化ビフェニル）が検出された。
ダーク油とは、米糠から米糠油を製造するときに生ずる油滓（油かす）や飛沫油を再利用して作られた黒っぽい油であり、その製造過程で脱臭塔の熱媒として使われていたPCBが混入したことによって本事件が引き起こされた。
PCBの混入はダーク油だけでなく米糠油にも発生しており（カネミライスオイル）、こちらはカネミ油症事件というヒトに対する大規模な健康被害を引き起こしていたが、カネミライスオイルに対し食品衛生上の措置が取られなかったためにダーク油事件の発生も未然に防ぐことができなかった。
PCBの生産は日本では1954年（昭和29年）に開始されたが、その後、世界各地で本事件同様のPCB汚染が発生している。本事件と同種のヒナの大量死はアメリカ合衆国でも発生が報告された。